# Amarapuri
Amarapuri – gaun wikas samiti w zachodniej części Nepalu w strefie Lumbini w dystrykcie Nawalparasi. Według nepalskiego spisu powszechnego z 2001 roku liczył on 1410 gospodarstw domowych i 7225 mieszkańców (3842 kobiet i 3383 mężczyzn).